# Thomas Pakenham, V conte di Longford
Thomas Pakenham, V conte di Longford (Dublino, 19 ottobre 1864 – 21 agosto 1915), è stato un generale irlandese.

## Biografia
Era il figlio di William Pakenham, IV conte di Longford, e di sua moglie, Selina Rice-Trevor. Frequentò il Winchester College e il Christ Church college.

## Carriera
Successe alla contea alla morte del padre nel 1887. Prestò servizio nelle 2° Life Guards, raggiungendo il grado di colonnello, e ricoprì la carica di Lord luogotenente di Longford (1887-1915).
Lord Longford è stato distaccato nell'Imperial Yeomanry in Sudafrica durante la Seconda guerra boera, ed è stato promosso capitano il 3 febbraio 1900. Venne ferito e tornò a casa l'anno seguente. Nel gennaio del 1902 è stato nuovamente distaccato nell'Imperial Yeomanry. Venne nominato al comando del 29º Battaglione (composto principalmente da ufficiali e soldati del Irish Horse) con il grado temporaneo di tenente colonnello.
È stato membro del Kildare Street Club.

## Matrimonio
Sposò, l'8 novembre 1899, Lady Mary Julia Child Villiers (26 maggio 1877-21 novembre 1933), figlia di Victor Child Villiers, VII conte di Jersey. Ebbero sei figli:
- Edward Pakenham, VI conte di Longford (29 dicembre 1902-4 febbraio 1961);
- Lady Margaret Pansy Felicia Pakenham (18 maggio 1904-19 febbraio 1999), sposò Henry Taylor Lamb, ebbero tre figlie;
- Francis Pakenham, VII conte di Longford (5 dicembre 1905-3 agosto 2001);
- Lady Mary Katherine Pakenham (23 agosto 1907-19 marzo 2010), sposò Meysey Clive, ebbero due figli;
- Lady Violet Georgiana Pakenham (13 marzo 1912-12 gennaio 2002), sposò Anthony Powell, ebbero due figli;
- Lady Julia Agnes Cynthia Pakenham (5 novembre 1913-10 settembre 1956), sposò Robert Francis Mount, ebbero due figli.

## Morte
Durante la prima guerra mondiale, Lord Longford comandò la 2ª South Midland Mounted Brigade della 2ª Mounted Division con il grado di generale di brigata. La divisione era di base, inizialmente, in Egitto, ma in seguito venne inviato a Suvla come rinforzi durante la battaglia di Sari Bair. Il 21 agosto 1915, la divisione era in riserva per l'attacco finale su Scimitar Hill. Quando l'attacco iniziale dalla 29ª divisione non riuscì, gli fu ordinato di avanzare allo scoperto attraverso un lago salato a secco. Rastrellato da schegge di fuoco, la maggior parte della brigata si fermò a ridosso di Green Hill, ma Longford condusse la sua brigata alla conquista della sommità della collina. Mentre continuava ad avanzare, venne ucciso.

## Ascendenza
|                                        |                                 |                                            | Genitori                                       |  |  | Nonni |  |  | Bisnonni                               |  |  | Trisnonni                             |  |
|                                        |                                 |                                            |                                                |  |  |       |  |  | Edward Pakenham, II barone di Longford |  |  | Thomas Pakenham, I barone di Longford |  |
|                                        |                                 |                                            |                                                |  |  |       |  |  | Edward Pakenham, II barone di Longford |  |  | Thomas Pakenham, I barone di Longford |  |
|                                        |                                 | Elizabeth Pakenham, I contessa di Longford |                                                |  |  |       |  |  | Edward Pakenham, II barone di Longford |  |  |                                       |  |
| Thomas Pakenham, II conte di Longford  |                                 |                                            |                                                |  |  |       |  |  | Edward Pakenham, II barone di Longford |  |  |                                       |  |
|                                        |                                 | Catherine Rowley                           | rt. hon. Hercules Langford Rowley              |  |  |       |  |  |                                        |  |  |                                       |  |
|                                        |                                 | Catherine Rowley                           | rt. hon. Hercules Langford Rowley              |  |  |       |  |  |                                        |  |  |                                       |  |
|                                        |                                 | Catherine Rowley                           | Elizabeth Ormsby Upton, I viscontessa Langford |  |  |       |  |  |                                        |  |  |                                       |  |
| William Pakenham, IV conte di Longford |                                 | Catherine Rowley                           |                                                |  |  |       |  |  |                                        |  |  |                                       |  |
|                                        |                                 | William Lygon, I conte Beauchamp           | Reginald Lygon                                 |  |  |       |  |  |                                        |  |  |                                       |  |
|                                        |                                 | William Lygon, I conte Beauchamp           | Reginald Lygon                                 |  |  |       |  |  |                                        |  |  |                                       |  |
|                                        |                                 | William Lygon, I conte Beauchamp           | Susannah Hanmer                                |  |  |       |  |  |                                        |  |  |                                       |  |
| lady Georgiana Emma Charlotte Lygon    |                                 | William Lygon, I conte Beauchamp           |                                                |  |  |       |  |  |                                        |  |  |                                       |  |
|                                        |                                 | Catherine Denn                             | James Denn                                     |  |  |       |  |  |                                        |  |  |                                       |  |
|                                        |                                 | Catherine Denn                             | James Denn                                     |  |  |       |  |  |                                        |  |  |                                       |  |
|                                        |                                 | Catherine Denn                             | Margaret Brice                                 |  |  |       |  |  |                                        |  |  |                                       |  |
| Thomas Pakenham, V conte di Longford   |                                 | Catherine Denn                             |                                                |  |  |       |  |  |                                        |  |  |                                       |  |
|                                        | George Rice, III barone Dynevor | George Rice                                |                                                |  |  |       |  |  |                                        |  |  |                                       |  |
|                                        | George Rice, III barone Dynevor | George Rice                                |                                                |  |  |       |  |  |                                        |  |  |                                       |  |
|                                        | George Rice, III barone Dynevor | Cecil de Cardonnel, II baronessa Dynevor   |                                                |  |  |       |  |  |                                        |  |  |                                       |  |
| George Rice-Trevor, IV barone Dynevor  | George Rice, III barone Dynevor |                                            |                                                |  |  |       |  |  |                                        |  |  |                                       |  |
|                                        |                                 | hon. Frances Townshend                     | Thomas Townshend, I visconte Sydney            |  |  |       |  |  |                                        |  |  |                                       |  |
|                                        |                                 | hon. Frances Townshend                     | Thomas Townshend, I visconte Sydney            |  |  |       |  |  |                                        |  |  |                                       |  |
|                                        |                                 | hon. Frances Townshend                     | Elizabeth Powys                                |  |  |       |  |  |                                        |  |  |                                       |  |
| hon. Selina Rice-Trevor                |                                 | hon. Frances Townshend                     |                                                |  |  |       |  |  |                                        |  |  |                                       |  |
|                                        |                                 | lord Charles Fitzroy                       | Augustus FitzRoy, III duca di Grafton          |  |  |       |  |  |                                        |  |  |                                       |  |
|                                        |                                 | lord Charles Fitzroy                       | Augustus FitzRoy, III duca di Grafton          |  |  |       |  |  |                                        |  |  |                                       |  |
|                                        |                                 | lord Charles Fitzroy                       | hon. Anne Liddell                              |  |  |       |  |  |                                        |  |  |                                       |  |
| Frances Fitzroy                        |                                 | lord Charles Fitzroy                       |                                                |  |  |       |  |  |                                        |  |  |                                       |  |
|                                        |                                 | lady Frances Anne Stewart                  | Robert Stewart, I marchese di Londonderry      |  |  |       |  |  |                                        |  |  |                                       |  |
|                                        |                                 | lady Frances Anne Stewart                  | Robert Stewart, I marchese di Londonderry      |  |  |       |  |  |                                        |  |  |                                       |  |
|                                        |                                 | lady Frances Anne Stewart                  | lady Frances Pratt                             |  |  |       |  |  |                                        |  |  |                                       |  |
|                                        |                                 | lady Frances Anne Stewart                  |                                                |  |  |       |  |  |                                        |  |  |                                       |  |